# 草間高志
草間 高志（くさま たかし、1949年（昭和24年）1月8日 - ）は、日本の実業家。みずほ証券顧問。

## 人物
東京都出身。成蹊中学校・高等学校、成蹊大学法学部卒業後、興銀入行。同期入行にはメリルリンチ日本証券会長を務める中山恒博らがいた。
新日本証券と和光証券が合併して誕生した新光証券の設立を主導し、同社の旧みずほ証券との合併を成功裏にまとめ上げ、みずほ証券発足の際には代表取締役会長に就任したが、2011年（平成23年）6月の株主総会を以って顧問に退いた。2019年、旭日中綬章受章。

## 経歴
- 1971年（昭和46年） - 成蹊大学法学部卒業後、日本興業銀行（現・みずほ銀行）に入行。証券営業部副部長等を歴任する[4]
- 1995年（平成7年） - 興銀証券 (後の旧・みずほ証券)の取締役企画管理グループ財務部長委嘱
- 1999年（平成11年） - 日本興業銀行執行役員証券営業部長
- 2000年（平成12年） - 新光証券常務執行役員総合企画部長兼IT戦略部、事務戦略部担当
- 2001年（平成13年） - 同専務取締役総合企画部長兼IT戦略部、事務戦略部担当
- 2002年（平成14年） - 同取締役専務執行役員 広報・IR部、IT戦略部、事務戦略部、財務部担当
- 2003年（平成15年） - 同代表取締役社長
- 2009年（平成21年） - みずほ証券代表取締役会長
- 2011年（平成23年） - 同顧問[1]